# Пухала (герб)
Пухала (пол. Puchała, Sławęcin, Sławięcin, Biała) — польский дворянский герб.

## Описание
В поле лазоревом подкова серебряная концами вниз обращённая, а из неё вырастает патриарший крест серебряный с двумя равными перекладинами и половиной перекладины внизу вправо.
Лакиер описывает этот герб как «герб Пилява, поставленный на обращённую шипами вниз подкову в голубом поле».

## Герб используют
Берентовы (Berentowie), Гущи (Guszcza, Huszcza), Чажковские (Chaszkowscy), Чыбинские (Chybińscy), Цывинские (Cywińscy), Цивинские (Ciwińscy), Котомирские (Kotomirscy), Котомирцы (Kotomierscy), Котовские (Kotowscy), Липянские (Lipiańscy), Лутостанцы (Lutostańscy), Мыстковские (Mystkowscy), Полесцы (Polescy), Пухаловы (Puchałowie), Рогачевские (Rogaszewscy), Скерцы (Skierscy), Свинярские (Świniarscy), Тыши (Tyscy).